# Castell d'en Bufalaranya
Castell d'en Bufalaranya är ett slott i Spanien.   Det ligger i provinsen Província de Girona och regionen Katalonien, i den östra delen av landet, 600 km öster om huvudstaden Madrid. Castell d'en Bufalaranya ligger 243 meter över havet.
Terrängen runt Castell d'en Bufalaranya är kuperad åt nordost, men åt sydväst är den platt.  Närmaste större samhälle är Roses, 4,0 km söder om Castell d'en Bufalaranya. 